# Resume
Resume è un singolo del rapper statunitense Lil Tjay, pubblicato il 26 gennaio 2018.

## Tracce
1. Resume – 3:58